# Барбадоська кухня
Барбадоська кухня (також знана як беджензька кухня) — національна кухня Барбадосу. Є сумішшю африканської, португальської, індійської, ірландської, креольської та британської кухонь. Типовий обід складається з основної страви з м'яса або риби, зазвичай приправленої сумішшю трав та спецій, гарячих гарнірів і одного або декількох салатів. Страви зазвичай подають з одним або декількома соусами.

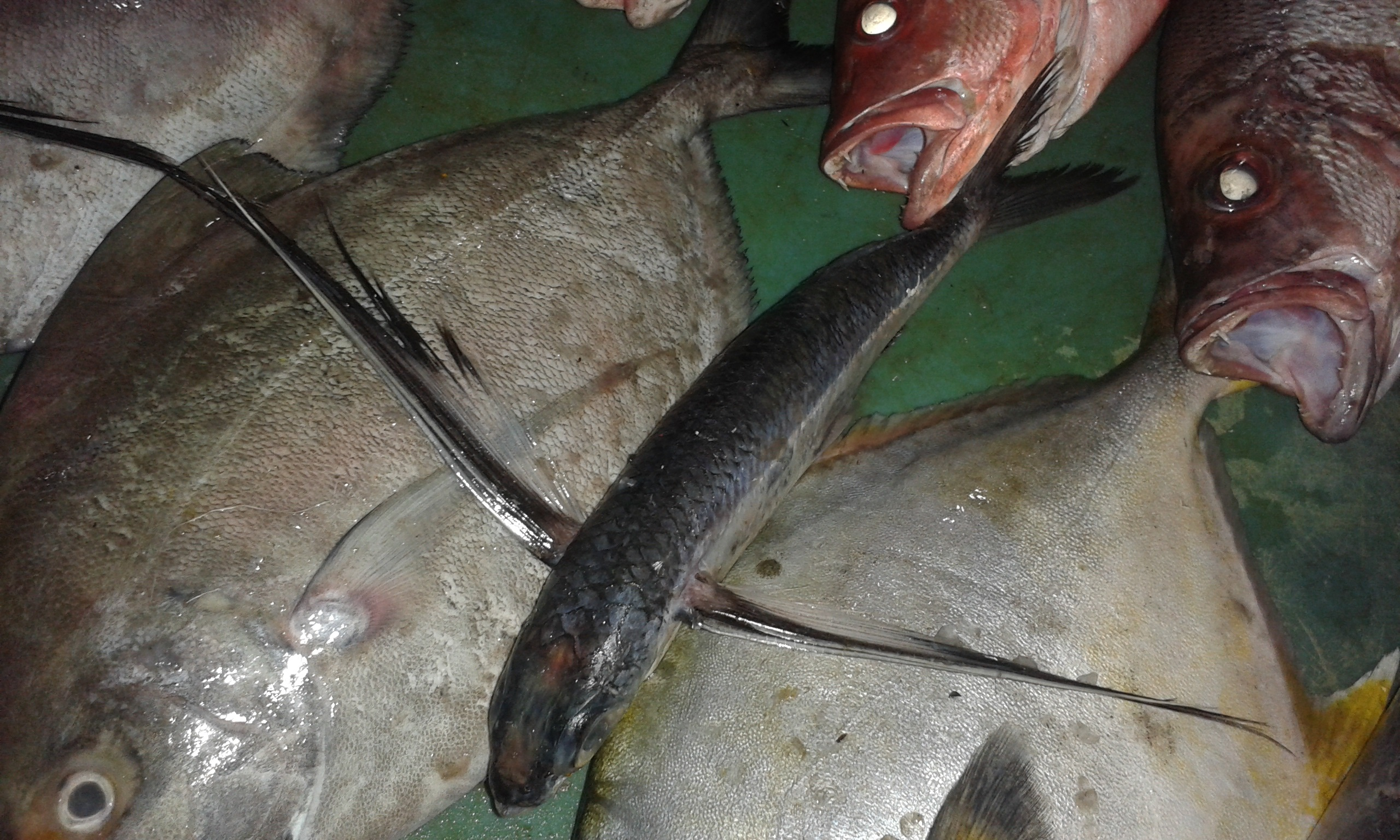
Летюча риба

Національною стравою Барбадосу є ку-ку — страва з кукурудзяного борошна та глибоководних креветок — і смажені летючі риби з пікантним соусом. У більшості ресторанів можна замовити різноманітно приготовані страви з королівської та летючої риби. Місцевим делікатесом також вважається вид молюсків, званий конч (англ. conch), з яких готують суп, печуть оладки, роблять коктейлі. З-поміж страв, що представляють Барбадоську кухню, буліджол (англ. buljol) — холодний салат з тріски, помідорів, цибулі, солодкого перцю та маринованої петрушки. До них же належить каллалу (англ. callaloo) — суп з овочів, м'яса крабів та однойменної трави, схожої на шпинат.

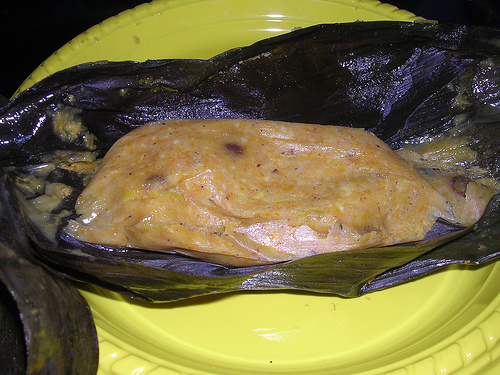
Конкіс

Одна зі страв — конкіс, що є спеціально обробленою сумішшю зернових, кокосового горіха, солодкої картоплі, родзинок, гарбуза, цукру та спецій, що подається на банановому листі. Як закуски часто використовуються канапки, каттер — рулончики з коржиків, заповнені м'ясом або сиром, кокосовий хліб та знамениті «роти» — коржі з прісного борошна, в які загортають начинку з приправленого каррі м'яса та овочів. Страва, знана як джаг-джаг, яку готують із зерна та зеленого гороху, є досить регулярним атрибутом святкового столу.
Широко використовуються різноманітні види м'яса та домашньої птиці, але найпопулярніша свинина, з якої роблять величезну кількість страв — від традиційних шніцелів й котлет до своєрідного шашлику з пікантним соусом або маринованої та смаженої свинини, яка подається з солодкою картоплею, цибулею, огірками, різноманітними травами й перцевим соусом. Барбадосці особливо люблять пепперпот або кохоблопот — пряне м'ясо, тушковане з окрою, а також «джамп-ап» — баранячі реберця в пряному соусі.
На Барбадосі риба вважається значною частиною кухні країни: на стіл подається морський їжак (урсин або морське яйце), омари, креветки, дорадо, луціан, макрель, тунець, акула та баракуда. До риби зазвичай подають рис зі всілякими соусами, а також численні місцеві овочі й коренеплоди, яких тут вирощується величезна кількість — ямс, баклажани, батат, маніок, плоди хлібного дерева, гарбуз, авокадо, зелений банан, гуава, баханська вишня, рампа, апельсини, індійські фініки, яблука, саподілла та інше.
Ром — характерний напій Барбадосу. Виробники рома пропонують екскурсії з подальшою дегустацією. На острові є близько 1000 магазинів рому. Як десерт часто використовують манго, папаю або антильский абрикос.